# Nueva Reforma Agraria
Nueva Reforma Agraria är en ort i Mexiko.   Den ligger i kommunen Socoltenango och delstaten Chiapas, i den sydöstra delen av landet, 800 km sydost om huvudstaden Mexico City. Nueva Reforma Agraria ligger 602 meter över havet och antalet invånare är 187.
Terrängen runt Nueva Reforma Agraria är varierad. Runt Nueva Reforma Agraria är det ganska glesbefolkat, med 35 invånare per kvadratkilometer. Närmaste större samhälle är Socoltenango, 6,0 km nordost om Nueva Reforma Agraria. Omgivningarna runt Nueva Reforma Agraria är en mosaik av jordbruksmark och naturlig växtlighet.